# Baliomorpha dubia
Baliomorpha dubia är en nattsländeart som först beskrevs av Georg Ulmer 1905.  Baliomorpha dubia ingår i släktet Baliomorpha och familjen ryssjenattsländor. Inga underarter finns listade i Catalogue of Life.